# Michael Krmenčík
Michael Krmenčík, né le 15 mars 1993 à Kraslice, est un footballeur international tchèque évoluant au poste d'avant-centre au Apollon Limassol.

## Biographie

### En club
Il inscrit 10 buts en première division tchèque lors de la saison 2016-2017. Cette même saison, il participe à la phase de groupe de la Ligue Europa.
Le 23 juillet 2021, il est prêté au Slavia Prague par le Club Bruges, avec obligation d'achat si le club tchèque se qualifie en phase de groupes de la Ligue des Champions à l'été.

### En équipe nationale
Il reçoit sa première sélection en équipe de Tchéquie le 11 novembre 2016, lors d'une victoire 2-1 contre la Norvège pour le compte des éliminatoires du mondial 2018. Lors de ce match, il marque son premier but avec la sélection tchèque. 
Le 8 octobre 2017, il est l'auteur d'un doublé contre Saint-Marin, pour une large victoire sur le score de 5-0 à domicile.

## Palmarès

### En club
- Viktoria Plzeň
  - Champion de Tchéquie en 2011, 2012, 2016 et 2018
  - Vainqueur de la Supercoupe de Tchéquie en 2011

- Club Bruges
  - Champion de Belgique en 2020 et 2021

- PAOK Salonique
  - Vainqueur de la Coupe de Grèce en 2021 (en)

### En sélection
- Meilleur buteur du championnat de Tchéquie en 2018 (16 buts, avec le Viktoria Plzeň)